# Аби Клементс
Аби Клементс (на английски: Abby Clements) е английска писателка на произведения в жанра любовен роман.

## Биография и творчество
Аби Клементс е родена в Лондон, Англия. Завършва английска филология. След дипломирането си работи в продължение на осем години като редакционен асистент в издателска къща.
В началото на тридесетте си години решава да се посвети на писателската си кариера. Заминава за няколко месеца в Буенос Айрес, където се среща с други писатели и по тяхна препоръка участва в проекта „Nanowrimo“ (National Novel Writing Month) за написване на нови произведения.
Първият ѝ роман „Открадни си целувка“ е публикуван през 2012 г.
Аби Клементс живее със семейството си в Северен Лондон.

## Произведения

### Самостоятелни романи
- Meet Me Under the Mistletoe (2012)
Открадни си целувка, изд. „СББ Медиа“, София (2014), прев. Маргарита Спасова
- Vivien's Heavenly Ice Cream Shop (2013)
Карамел с морска сол, изд. „СББ Медиа“, София (2014), прев. Лидия Шведова
- Amelia Grey's Fireside Dream (2013)
- The Heavenly Italian Ice Cream Shop (2015)
- The Winter Wedding (2015)